# 無為而無不為
无为而无不为，无成见顺势而为，使天下大治。即，治天下，顺其自然；取天下，为而不争。这是老子用道论述治理天下时，对侯王的忠告，也是他悟道的心得。天下，是因人而异的认知范围，汉朝初期，统治者们发挥运用了老子的这一学说，用黄老治术为治国之策，出现了文景之治。
在通过对帛书甲乙本对照后，老子原文并无“无为而无不为”，而应是“无为而无以为”。

## 无为而无不为

### 道常无为而无不为
“道常无为而无不为。侯王若能守之，万物将自化。化而欲作，吾将镇之以无名之朴。镇之以无名之朴，夫亦将不欲。不欲以静，天下将自正。”《老子》三十七章
老子相信，道不是为万物做主，而是顺其自然，其作为源远流长。如果侯王用道来治理天下，万物将自主自化。自主自化会令人产生贪欲，他将镇定于无名的自觉、自愿、自信，互相监督，朴实无华的民心，只要既无名又朴实的民心存在，人们将无贪欲之心。不贪之宁静，天下将自然稳定。 

### 为道日损，以至于无为
“为学日益，为道日损，损之又损，以至于无为，无为而无不为。取天下常以无事，及其有事，不足以取天下。”《老子》四十八章
老子在感悟道的过程中得知，不断学习能增长见识，不断悟道能减少成见，成见日益减少，就能到达无成见的境界。无成见之作为，使天下大治。取天下要不拘一格而行事，如果拘于某一形式，将不足以取天下。

## 概念理解的困难
由于「无为而无不为」的整体概念在古今中文里，没有对等名词，而且多数人的成见源于圣贤们的作品，故让持有成见的人难于理解。《老子》是一本用人、天地、万物、自然和德，来反复论证“道”与“有”和“无”关系的哲学著作，被圣贤们奉为《道经》、《德经》、《道德经》、《道德真经》和《玄学》，注解无数，令人眼花缭乱，无法理解《老子》浅显易懂的见解。 至今仍说法不一。例如：
梁启超在『「知不可而为」与「为而不有」主义』文章中讲到：
“他的主义是不为什么，而什么都做了。并不是说什么都不做。”
「中文大辞典」将其解释为：
“無為是無，無不為是有，無了才有，人無了，無心無為，四點無知無欲，就不受拘束限定，沒有負累壓力，等於什麼都有了。”
又如林语堂在「老子的智慧」一书中：
“道永远顺任自然，不造不设，好像常是无所作为的，但万物都由道而生，恃道而长，实际上却又是无所不为。” 
这与西方一些主要译本的解释相呼应。例如：
Stephen Mitchell -
“The Tao never does anything, yet through it all things are done.”
–「道从不做任何事，但什么事都做好了。」
Tolbert McCarroll -
“The Tao never strives, yet nothing is left undone.”
–「道无需努力，但无事不竟。」

## 对等思想
在印度佛教中，也有与「无为」对等的概念，梵语为：“Nirvikalpa”，在佛学中，一般译为 “無分別心”。而与「无不为」有同等境界的，则称为：“Atman”，翻譯為自我。意思是，一个人最初，最自然的本性。
若将将这两个概念相加，相当于：“Brahman”- 即梵 ，也就是宇宙萬物構成的本质。这与「道」的概念可说完全一致。